# North of the Rio Grande (film 1937)
North of the Rio Grande è un film del 1937 diretto da Nate Watt.
È un western statunitense con William Boyd, George 'Gabby' Hayes e Russell Hayden. Fa parte della serie di film western incentrati sul personaggio di Hopalong Cassidy (interpretato da Boyd) creato nel 1904 dallo scrittore Clarence E. Mulford.
È basato sul racconto breve Cottonwood Gulch di Mulford, pubblicato su Short Stories tra nel novembre del e nel dicembre del 1924.

## Produzione
Il film, diretto da Nate Watt su una sceneggiatura di Joseph O'Donnell e un soggetto di Clarence E. Mulford, fu prodotto da Harry Sherman tramite la Harry Sherman Productions e girato a Sonora, California, dal 5 aprile 1937.

## Distribuzione
Il film fu distribuito negli Stati Uniti dal 28 giugno 1937 al cinema dalla Paramount Pictures.
Altre distribuzioni:
- in Svezia il 25 settembre 1937 (Norr om Rio Grande)
- in Finlandia il 23 gennaio 1938 (Bill Cassidyn suurin kaappaus)
- in Germania Ovest nel 1952 (Die Todesranch)
- in Portogallo il 1º ottobre 1956 (Ao Norte do Rio Grande)
- in Brasile (Vingança de Irmão)
- in Danimarca (Ørkenrøverne)

## Promozione
Le tagline sono:
- Hopalong Cassidy's Stalking Vengeance!
- Hopalong Cassidy Lets 'Em Have It!
- DOUBLE-BARRELED THRILLS! Cassidy cracks open a town to avenge his brother's murder!... Hopalong goes hunting outlaws... with a gun in his hand and a death warrant in his eye!